# 检察机关全国统一举报电话
检察机关全国统一举报电话由最高人民检察院和部分省级人民检察院于2009年6月22日正式投入使用，举报电话号码是12309。同日，最高人民检察院举报网站也更新网址为www.12309.gov.cn。
举报电话和网站得到中国民众的积极响应。在22日开通的头一天，中国最高人民检察院的热线几乎被打爆，当天下午四点就已经收到1千8百多通举报电话。举报网站也因为到访人数过多，从上午9点开始，很多人尝试多次也无法进入网站，该网站一度瘫痪。
“12309”热线举报电话具有较强的保密功能。当局还保证对举报“件件有回音”。举报人不论是通过电话还是网络举报贪官，都能够得到一个查询密码，日后可以凭借这个密码，查询举报线索的处理情况。
中国《西安晚报》分析了中国民众举报出现“井喷”现象的原因。该报说，百姓对反贪污腐败的热情高涨，部分反映出百姓权力意识、民主意识的觉醒、网民汇集起来的力量。文章说，“当百姓的利益受到损害，或者对腐败现象不满时，他们希望有人倾听，有人回应。”
人民网刊载一篇《最高检举报电话被打爆给人什么启示》为题的署名文章。文章认为，第一，民众信任最高检，最高检不同于有些地方，没有作秀的成分，没有忽悠的意思；第二，民众痛恨腐败，看到窃取经济改革成果的大小贪官心中就有气；第三，中国欠缺举报渠道。文章说，有的贪官在自己的地盘上经营十几年而没有被揭露，有的贪官一边腐败一边升官，在某的关键岗位上，届届官员成贪官，前赴后继。与此同时，由于监管的界限，举报人可能遭受报复，信访热线电话等同于摆设等问题，都令公众举报困难。
新加坡《联合早报》说，虽然官方推出一系列措施完善举报制度，但是近几年来中国民众通过官方反腐渠道进行举报的热情有所降温，与此同时，互联网上自发的民间反腐却成绩斐然。该报援引北京大学政府管理学院教授李成言的话说，“民间反腐人士喜欢利用网络反腐，因为网络有传播广泛、交流便捷、身份虚拟以及风险小等不少优点”，“利用网络不但有利用保护自己，而且容易制造社会轰动效应，引起相关部门的注意，使揭露的腐败事件尽快进入司法程序。”
被法院刑事判过也可能没被拘留需要联系检察。賴姓男子2000年7月因涉嫌走私後在逃。2011年12月，賴男被捕當天看守所因體檢達到「三級高血壓」不收押，海關隨即對其作出“取保候審”。深圳男被判囚11年繼續自由逍遙 （页面存档备份，存于）